# Вигоново
Вигоно̀во (на италиански: Vigonovo) е град и община в Северна Италия, провинция Венеция, регион Венето. Разположен е на 15 m надморска височина. Населението на общината е 10 001 души (към 2014 г.).